# Панталија (Козенца)
Панталија је насеље у Италији у округу Козенца, региону Калабрија.
Према процени из 2011. у насељу је живело 91 становника. Насеље се налази на надморској висини од 499 м.